# Saugtrinken

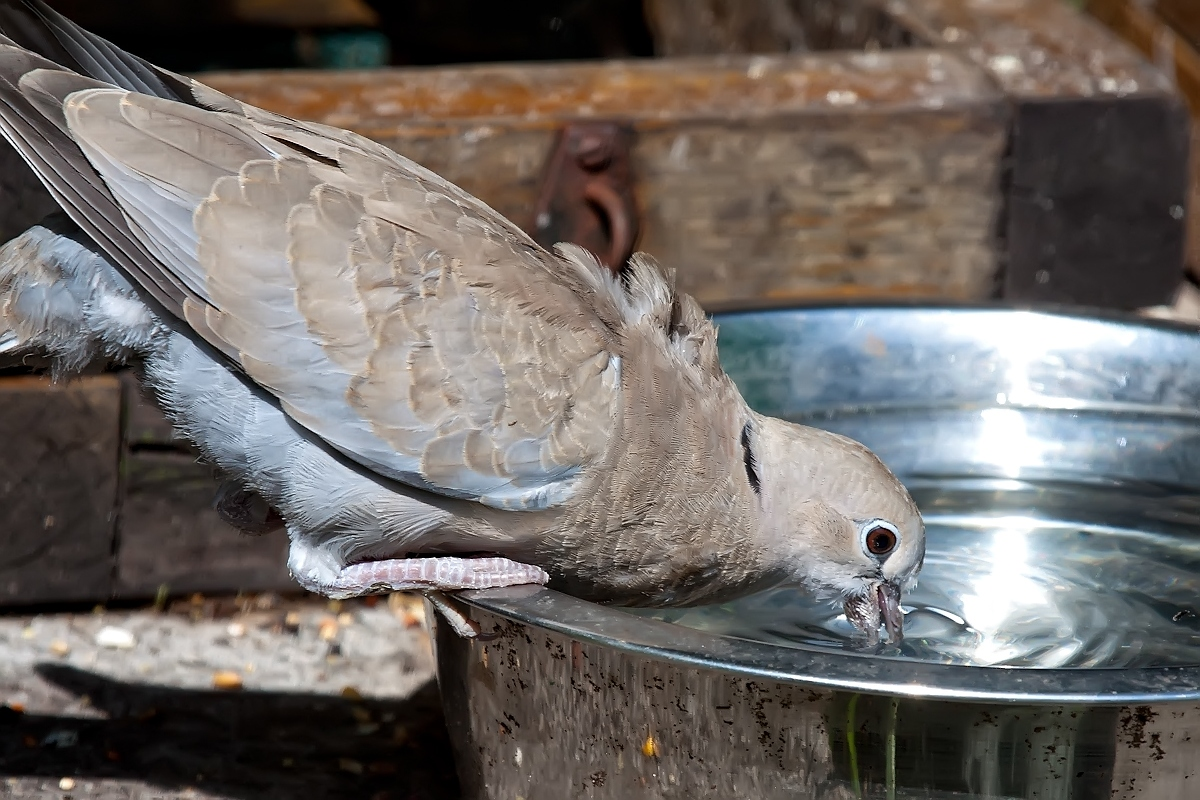
Türkentaube beim Saugtrinken. Sie muss den Kopf zum Schlucken nicht heben.

Saugtrinken ist ein Trinkverhalten von Vogelarten, bei dem sehr rasch eine große Menge Wasser aufgenommen wird. 

## Technik
Die meisten Vögel praktizieren ein schlückchenweises Trinken, bei dem Vögel immer wieder den Schnabel anheben und so das Wasser in die Kehle rinnen lassen, das sogenannte „Schöpftrinken“. Beim Saugtrinken nehmen die Tiere das Wasser in einer konstant nach vorne gebeugten Haltung auf. Das Wasser wird ohne Abzusetzen sekundenlang eingesaugt.
Beim Pirol beobachtet man fließende Übergänge zwischen Saugen und Schöpfen. Diese Übergänge geben Hinweise darauf, wie das Saugtrinken aus dem Aufsaugen von Tautropfen entstanden sein könnte.
Das Saugtrinken wird auch zur Aufnahme halbflüssiger Nahrung und zum Nektarsaugen eingesetzt.

## Entstehung
In der Verhaltensforschung suchte man ähnliche Verhalten, die auf gemeinsamer Abstammung verschiedener Arten beruhen. Verhaltensforscher wie Konrad Lorenz, Oskar Heinroth und Nikolaas Tinbergen glaubten, dass Sandflughühner und Steppenhühner zur Familie der Tauben gehören, weil sie wie diese saugtrinken. Doch man traf auf ähnliche Verhalten, wie das Saugtrinken, auch bei Arten, die nicht verwandt waren. Mittlerweile wird davon ausgegangen, dass sich das Saugtrinken unabhängig voneinander bei verschiedenen Arten entwickelt hat.

## Vorteile
Arten, die Saugtrinken zeigen, verringern dadurch den Zeitraum, den sie exponiert an einer Wasserstelle verbringen. Dadurch sinkt für sie das Risiko, von Raubvögeln geschlagen zu werden. Das Saugtrinken ermöglicht den Vögeln, aus kleinsten Wassermengen zu trinken. Das ist zum einen ein Vorteil in trockenen Regionen, zum anderen erlaubt es den Tieren, zum Beispiel Regentropfen von Blättern zu saugen, ohne auf dem Boden landen zu müssen, wo Feinde lauern können.

## Verbreitung
Saugtrinken ist besonders typisch für Tauben, aber auch für Laufhühnchen, Flughühner, Mausvögel, Pirole und Trappen sowie für einige Prachtfinken-Arten wie Gouldamadine, Maskenamadine, Spitzschwanzamadine, Gürtelamadine und Zebrafink.  